# Ingeborg Bachmann-díj
Az Ingeborg Bachmann-díj a német nyelvterület egyik legfontosabb irodalmi díja. A díjat Klagenfurtban alapították 1976-ban Ingeborg Bachmann osztrák költő- és írónő emlékére. A városban 1977 óta évente rendezett nagy irodalmi fesztivál keretében ítélik oda. A nyertes 25 000 euro pénzjutalomban részesül. A fesztivál (Tage der deutschsprachigen Literatur) ideje alatt számos más irodalmi díjat is kiosztanak.
A versenyt eleinte részletekben mutatták be a televízióban, és 1989 óta teljes egészében élőben közvetítette a 3sat műholdas műsora.

## Díjazottak
- 2024: Tijan Sila: Der Tag, an dem meine Mutter verrückt wurde[1]
- 2023: Valeria Gordeev: Er putzt[2]
- 2022: Ana Marwan: Wechselkröte[3]
- 2021: Nava Ebrahimi: Der Cousin[4]
- 2015: Nora Gomringer: Recherche[5]
- 2014: Tex Rubinowitz: Wir waren niemals hier[6]
- 2013 Katja Petrowskaja: Vielleicht Esther[7]
- 2012 Olga Borissowna Martynowa: Ich werde sagen: ‚Hi!‘
- 2011 Maja Haderlap: Im Kessel
- 2010 Peter Wawerzinek: Rabenliebe
- 2009 Jens Petersen: Bis dass der Tod
- 2008 Tilman Rammstedt: Der Kaiser von China
- 2007 Lutz Seiler: Turksib
- 2006 Kathrin Passig: Sie befinden sich hier
- 2005 Thomas Lang: Am Seil[8]
- 2004 Uwe Tellkamp: Der Schlaf in den Uhren
- 2003 Inka Parei: Was Dunkelheit war
- 2002 Peter Glaser: Geschichte von Nichts
- 2001 Michael Lentz: Muttersterben
- 2000 Georg Klein: (Hosszabb prózai szövegért kapta a díjat)
- 1999 Terézia Mora: Der Fall Ophelia
- 1998 Sibylle Lewitscharoff: PONG.
- 1997 Norbert Niemann: Wie man's nimmt
- 1996 Jan Peter Bremer: Der Fürst spricht
- 1995 Franzobel: Die Krautflut
- 1994 Reto Hänny: Guai
- 1993 Kurt Drawert: Haus ohne Menschen. Ein Zustand
- 1992 Alissa Walser: Geschenkt
- 1991 Emine Sevgi Özdamar: Das Leben ist eine Karawanserei
- 1990 Birgit Vanderbeke: Das Muschelessen
- 1989 Wolfgang Hilbig: Eine Übertragung
- 1988 Angela Krauß: Der Dienst
- 1987 Uwe Saeger: Ohne Behinderung, ohne falsche Bewegung
- 1986 Katja Lange-Müller: Kaspar Mauser – Die Feigheit vorm Freund
- 1985 Hermann Burger: Die Wasserfallfinsternis von Badgastein
- 1984 Erica Pedretti: Das Modell und sein Maler
- 1983 Friederike Roth: Aus Das Buch des Lebens
- 1982 Jürg Amann: Rondo
- 1981 Urs Jaeggi: Ruth
- 1980 Sten Nadolny: Kopenhagen 1801
- 1979 Gert Hofmann: Die Fistelstimme
- 1978 Ulrich Plenzdorf: kein runter kein fern
- 1977 Gert Jonke: Erster Entwurf zum Beginn einer sehr langen Erzählung